# 7.ª Divisão de Infantaria (Alemanha)
A 7ª Divisão de Infantaria (em alemão: 7.Infanterie Division) é uma unidade militar da Alemanha, que atuou na Segunda Guerra Mundial. Foi formado em outubro de 1934 em Munique era originalmente conhecida como Wehrgauleitung München.

## Comandantes
| Comandante                                  | Data                                            |
| ------------------------------------------- | ----------------------------------------------- |
| Generalleutnant Franz Halder                | 15 de outubro de 1935 - 12 de novembro de 1936  |
| Generalleutnant Otto Hartmann               | 12 de novembro de 1936 - 31 de julho de 1939    |
| Generalmajor Eugen Ott                      | 1 de agosto de 1939 - 30 de setembro de 1939    |
| Generalleutnant Eccard Freiherr von Gablenz | 30 de setembro de 1939 - 13 de dezembro de 1941 |
| General der Infanterie Hans Jordan          | 13 de dezembro de 1941 - 1 de novembro de 1942  |
| Generalleutnant Fritz-Georg von Rappard     | 1 de novembro de 1942 - 2 de outubro de 1943    |
| Generalmajor Carl André                     | 2 de outubro de 1943 - 30 de novembro de 1943   |
| Generalmajor Gustav Gihr                    | 30 de novembro de 1943 - 9 de dezembro de 1943  |
| Generalmajor Hans Traut                     | 9 de dezembro de 1943 - 15 de fevereiro de 1944 |
| Generalleutnant Fritz-Georg von Rappard     | 15 de fevereiro de 1944 - ? agosto de 1944      |
| Generalmajor Alois Weber                    | ? agosto de 1944 - ? agosto de 1944             |
| Generalleutnant Fritz-Georg von Rappard     | ? agosto de 1944 - ? fevereiro de 1945          |
| Generalmajor Rudolf Noak                    | ? fevereiro de 1945 - 8 de maio de 1945         |

## História
Pouco tempo depois de a unidade ter sido criada, foi dado o nome de Artillerieführer VII. As unidades orgânicas regimental desta divisão foram formados pela expansão da 19. (Bayerisches) Infanterie Regiment e do 7.Division da Reichswehr. Quando foi formada a Wehrmacht o nome Artillerieführer VII foi abandonado e esta unidade se tornou oficialmente conhecida como o 7.Infanterie Division.
A divisão foi uma das seis divisões da Heer que estavam diretamente ligados a agentes específicos alemães, dando-lhes um título honorário regimental conhecido como "Chef". Este título honorário foi alheio a unidade real de comando. Neste caso, a homenagem foi dado ao General de Infantaria Franz Ritter von Epp quando ele era ligado ao Infanterie Regiment 61, em 16 de outubro de 1938.
A 7ª Divisão participou na ocupação da Áustria, em 12 de março de 1938 e entrou em serviço em 1939 participando da Campanha na Polônia sendo parte do XVII.Armee-Korps do general Kienitz abaixo da Lista Geral do 14.Armee, sob von Rundstedt's Heeresgruppe Süd. Atravessaram a fronteira polaca da Eslováquia através do Jablunka Pass, e participou de pesados combates contra as unidades do Exército polaco Krakow. Manteve-se a sul do rio Vístula e lutou ao lado do 14.Armee Leste contra a resistência polaca, acabou cruzando o Rio São perto de Przemysl e terminou a campanha na região de Lvov.
Na campanha da França em 1940 a 7ª Divisão de Infantaria cruzou inicialmente o estreito Stip neerlandês, terra entre a Alemanha e a Bélgica, conhecida como o apêndice Maastricht, antes de prosseguir para o litoral oeste. Lutando sob o comando do 6º Exército a unidade fazia parte das força alemãs utilizada para desviar contra os franceses e os britânicos. Eles foram enganados em acreditar que o ataque do 6º Exército foi o principal motor do seu ataque, quando, na realidade, apenas serviu para chamar os Aliados para a frente e assim permitir o verdadeiro e principal impulso para ocorrer um ataque mais longe, ao sul. O 7. Infanterie Division lutou contra as Forças Expedicionárias britânicas até e durante o bolsão em Dunkirk onde ela assumiu posições sobre a parte leste das linhas alemãs, perto de Lille, que posteriormente ajudou na tomada depois da bolsa ter sido eliminada. O 7. Infanterie Division foi colocado na reserva para o resto da campanha na França após a Dunkirk Pocket ter sido reduzida e Lille ter caído.
Em outubro de 1941, o reforçado 638. Infanterie Regiment, também conhecido como o "638me Regiment d'Infanterie Francais" composto por membros do LVF (Legião Volontaire Francais) foi anexado à Divisão. Foi comandado por um homem de 60 anos de idade, o Major Roger Labonne, um distinto historiador militar, mas sem muita experiência prática como um comandante de campo. Sua gestão como comandante regimental foi pequena e bem-sucedida, com a infeliz 638. Infanterie Regiment francês perdendo mais da metade da força para lutar contra as ações do inimigo e congelou durante a contra-ofensiva russa antes de Moscou em dezembro de 1941.
Durante a campanha russa, o 7. Infanterie Division fazia parte do VII.Armee-korps, 4.Armee, Heeresgruppe Mitte, na luta contra o cerco de Mogilev no canto superior Dniepre. Ela participou de um ataque em direção a Moscou em dezembro de 1941 (Unternehmen Taifun) que não teve muito sucesso sofrendo grandes perdas. A divisão passou boa parte do tempo em 1942 num setor relativamente calmo, no centro da frente russa, sendo puxado para trás no Fray Kursk, durante a ofensiva de julho de 1943 como parte do XLVI Panzerkorps. Durante a ofensiva do Verão soviético de 1944, conseguiu escapar da destruição durante a desintegração da Heeresgruppe Mitte, conduzindo a realização de uma luta contra a Polônia para a retirada através da linha Vístula.
Ao final de 1944 o 19 Granadier Regiment foi o herdeiro das tradições do regimental e dissolveu o Infanterie Regiment 199 do 57ª Divisão de Infantaria. Foi dado o título honorífico de "Infanterie Regiment List" que anuncia que o regimento carregava as tradições do original Regimento Imperial bávaro 16 em que Hitler tinha servido como um Gefreiter durante a Primeira Guerra Mundial. Membros do Granadier Regiment 19 foram autorizados a desgastar um título em sua manga esquerda (3,2 centímetros, uma grande banda com pano verde escuro-cinza e branco estilo letreiro com as palavras "Infanterie Regiment Lista"). Era um dos poucos regimentos da Heer que assim eram intitulados.
A divisão encontrava-se cortada pela ofensiva soviética durante o inverno de janeiro de 1945, isolada na península HeLa, na foz do Vístula, próximo a Stutthof, norte de Tiegenhof. Fora de Danzig, ela se entregou em 8 de maio de 1945.

## Organização

### pré-1939
- Regimento de Infantaria 19
- Regimento de Infantaria 61
- Regimento de Infantaria 62
- Regimento de Artilharia 7
- I./Regimento de Artilharia 43
- Beobachtung-Abteilung 7
- Panzer-Abwehr-Abteilung 7
- Pionier-Bataillon 7
- Nachrichten-Abteilung 7

### 1939
- Regimento de Infantaria 19
- Regimento de Infantaria 61
- Regimento de Infantaria 62
- Regimento de Artilharia 7
- I./Regimento de Artilharia 43
- Aufklärungs-Abteilung 7
- Panzerjäger-Abteilung 7
- Pionier-Bataillon 7
- Nachrichten-Abteilung 7

### 1942
- Regimento Granadeiro 19
- Regimento Granadeiro 61
- Regimento Granadeiro 62
- Füsilier-Bataillon 7
- Regimento de Artilharia 7
- I./Regimento de Artilharia 43
- Panzerjäger-Abteilung 7
- Pionier-Bataillon 7
- Nachrichten-Abteilung 7

## Área de operações
- Polônia (Set 1939 - maio de 1940)
- França  (May 1940 - June 1940) (Maio 1940 - junho de 1940)
- Alemanha  (June 1940 - June 1941) (Junho de 1940 - junho de 1941)
- Front oriental setor central (Junho de 1941 - Fevereiro 1945)
- Danzig (Fevereiro 1945 - maio de 1945)